# APOBEC4
APOBEC4 (англ. Apolipoprotein B mRNA editing enzyme catalytic polypeptide like 4) — білок, який кодується однойменним геном, розташованим у людей на короткому плечі 1-ї хромосоми.  Довжина поліпептидного ланцюга білка становить 367 амінокислот, а молекулярна маса — 41 581.
| 10         |  | 20         |  | 30         |  | 40         |  | 50         |
| ---------- |  | ---------- |  | ---------- |  | ---------- |  | ---------- |
| MEPIYEEYLA |  | NHGTIVKPYY |  | WLSFSLDCSN |  | CPYHIRTGEE |  | ARVSLTEFCQ |
| IFGFPYGTTF |  | PQTKHLTFYE |  | LKTSSGSLVQ |  | KGHASSCTGN |  | YIHPESMLFE |
| MNGYLDSAIY |  | NNDSIRHIIL |  | YSNNSPCNEA |  | NHCCISKMYN |  | FLITYPGITL |
| SIYFSQLYHT |  | EMDFPASAWN |  | REALRSLASL |  | WPRVVLSPIS |  | GGIWHSVLHS |
| FISGVSGSHV |  | FQPILTGRAL |  | ADRHNAYEIN |  | AITGVKPYFT |  | DVLLQTKRNP |
| NTKAQEALES |  | YPLNNAFPGQ |  | FFQMPSGQLQ |  | PNLPPDLRAP |  | VVFVLVPLRD |
| LPPMHMGQNP |  | NKPRNIVRHL |  | NMPQMSFQET |  | KDLGRLPTGR |  | SVEIVEITEQ |
| FASSKEADEK |  | KKKKGKK    |  |            |  |            |  |            |

A: Аланін

C: Цистеїн

D: Аспарагінова кислота

E: Глутамінова кислота

F: Фенілаланін

G: Гліцин

H: Гістидин

I: Ізолейцин

K: Лізин

L: Лейцин

M: Метіонін

N: Аспарагін

P: Пролін

Q: Глутамін

R: Аргінін

S: Серин

T: Треонін

V: Валін

W: Триптофан

Кодований геном білок за функцією належить до гідролаз.  
Задіяний у такому біологічному процесі як процесінг мРНК.  
Білок має сайт для зв'язування з іонами металів, іоном цинку. 